# 대한민국 형법 제115조
대한민국 형법 제115조는 소요죄에 관한 형법 각칙의 조문이다.

## 조문
제115조 【소요】
다중이 집합하여 폭행 · 협박 또는 손괴의 행위를 한 자는 1년 이상 10년 이하의 징역이나 금고 또는 1천500만원 이하의 벌금에 처한다.

## 해설
- '집합'이라 함은 다수인의 장소적 결합이면 족하고, 내란죄처럼 조직적이거나 주모자가 있어야 함을 요하지 않는다.
- 공동 목적을 요하지 않으며 다중의 합동력으로 폭행 · 협박 · 손괴를 한다는 공동의 의사가 있어야 하는데 공동 의사는 군중심리로 족하다.

## 판례

### 다른 구성원의 죄책
- 형법 제115조의 '소요죄'는 다중이 집합하여 한 지방에 있어서의 평온 내지 안전을 해할 정도의 폭행·협박 또는 손괴의 행위를 하였을 때에 성립한다. 어떤 사람이 범행의 주체가 되는 집합된 다중의 구성원에 속한다면 직접 폭행·협박 또는 손괴행위를 분담하지 않았다고 하더라도 다른 구성원의 소요행위에 근거하여 소요죄의 죄책을 지게 된다.[1]

### 관할
- 형법 제115조의 소요죄도 법정형이 ‘1년 이상 10년 이하의 징역이나 금고 또는 1,500만 원 이하의 벌금’에 해당하므로, 합의부 관할이다.[2]

### 포고령위반죄와 상상적 경합
피고인의 행위가 수십명의 군중과 함께 정치적 구호를 외치며 거리를 진행하는등 다중이 집합하여 폭행, 협박, 손괴행위를 한 것이라면 그 행위자체가 포고령 제10호가 금지한 정치목적의 시위를 한 것이라고 보아야 할 것이므로 소요죄와 위 포고령위반죄는 1개의 행위가 동시에 수개의 죄에 해당하는 형법 제40조의 상상적 경합범의 관계에 있다.

## 같이 보기
- 소요죄
- 대한민국 형법 제87조(내란죄)
- 대한민국 형법 제98조(간첩죄)

## 참고문헌
- 김재윤, 손동권, 『새로운 형법각론』, 율곡출판사, 2013. ISBN 9788997428342